# Craig McCracken
Craig McCracken (Charleroi, Pennsylvania, 1971. március 31. –) kétszeres Primetime Emmy-díjas amerikai író, animátor. Mikor hétéves volt, apja meghalt. Ő és családja a Kalifornia államban található Whittierbe költözött. Alkotótársa és barátja Genndy Tartakovsky, kivel már gimnáziumban osztálytársak voltak, s ugyanaz volt az érdeklődési körük. Közösen megalkották a Pindúr pandúrokat, mely Emmy- és Annie-díjakat nyert. Segített neki a Dexter laboratóriuma című műsorban is. Egy másik ismert alkotása a Fosterék háza képzeletbeli barátoknak. Az összeset a Cartoon Networkön mutatták be.

## Magyarul
- E. S. Mooney: Az undok tanító néni; Craig McCracken alapján, ford. Markwarth Zsófia; M&C Kft., Bp., 2007 (CN könyvek)
- Howie Dewin: A nagy vetélkedő; Craig McCracken alapján, ford. Markwarth Zsófia; M&C Kft., Bp., 2007 (CN könyvek)
- Tracey West–Bobbi JG Weiss–David Weiss: Kell egy barát!; Craig McCracken alapján, ford. Markwarth Zsófia; M&C Kft., Bp., 2008
- Laura Dower–Tracey West: Óriás Pindur Pandúr könyv; Craig McCracken alapján, ford. Markwarth Zsófia; M&C Kft., Bp., 2008
- Pam Pollack–Meg Belviso: Az első álom. Bloo háza; Craig McCracken alapján, ford. Markwarth Zsófia; M&C Kft., Bp., 2008
- E. S. Mooney: Pöttöm Panna; Craig McCracken alapján, ford. Markwarth Zsófia; M&C Kft., Bp., 2008 (Cartoon Network könyvek)

## Filmográfia
- Fosterék háza képzeletbeli barátoknak: Képzeletország (szín., mb., am. anim. f., 2008) rendező, író
- Pindúr Pandúr uralom (szín., mb., am. anim. f., 2008) rendező, író, forgatókönyvíró
- Fosterék háza képzeletbeli barátoknak (szín., mb., am. rajzfilm sor., 2004) rendező
- Pindúr pandúrok (szín., fel., am. rajzfilm sor., 1998) rendező, író